# Mohnia mohni
Mohnia mohni is een slakkensoort uit de familie van de Buccinidae. De wetenschappelijke naam van de soort is voor het eerst geldig gepubliceerd in 1877 door Friele.